# Jörg Christian Steiner

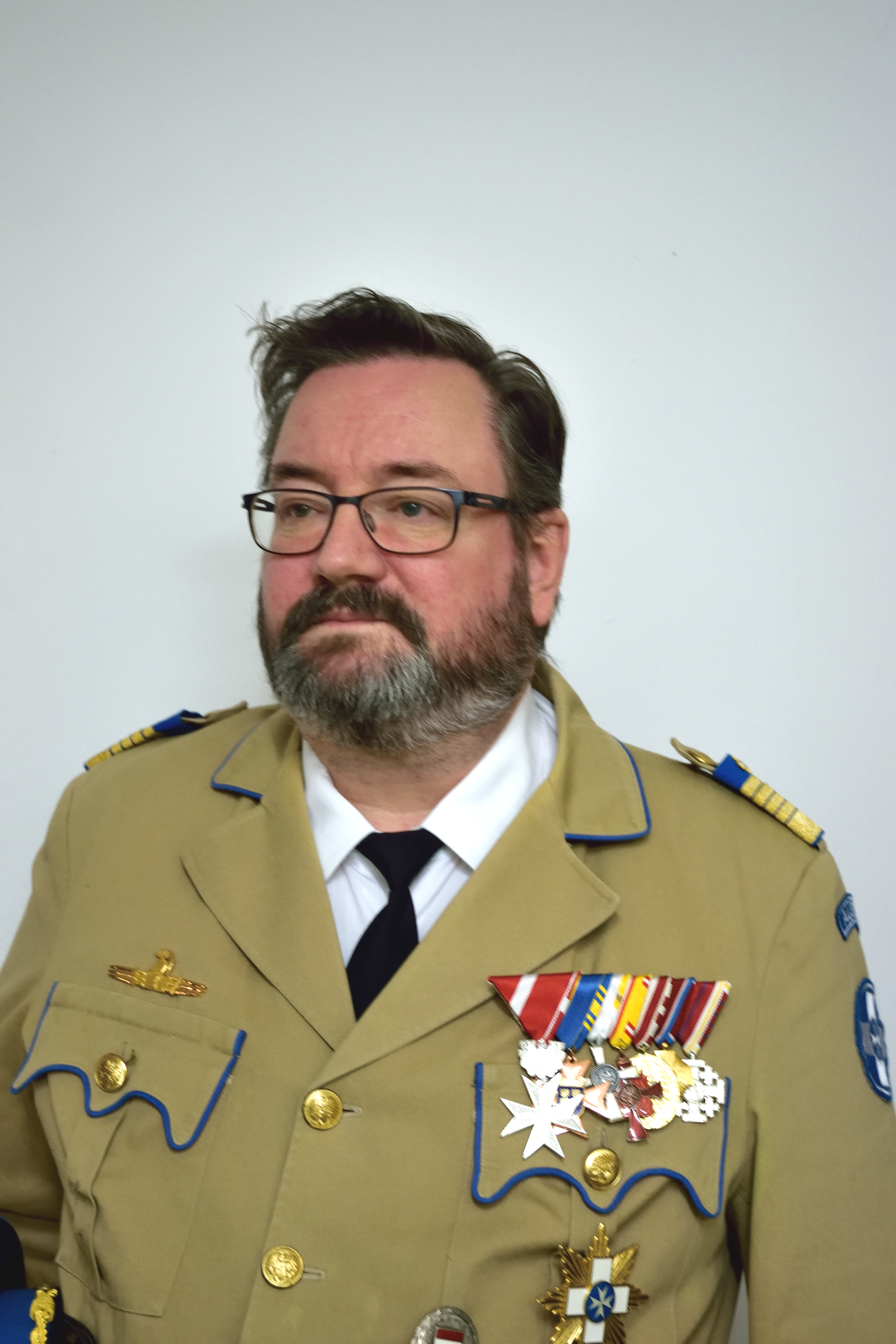
Jörg C. Steiner in Uniform der ÖASG (2016)

Jörg Christian Steiner (* 4. Oktober 1965 in Wien; † 10. März 2025) war ein österreichischer Publizist und Generalsekretär der Österreichischen Albert Schweitzer-Gesellschaft (ÖASG).

## Leben
Steiner verließ das Gymnasium noch vor der abschließenden Matura und übte berufliche Tätigkeiten bei einer Bank, einer IT-Firma und bei den Wiener Stadtwerken aus. Im Zweiten Bildungsweg legte er die Externistenmatura ab und absolvierte eine Ausbildung zum Diplomtrainer in der Erwachsenenbildung. Es folgten Fernstudien, die Steiner erfolgreich als Bachelor in Betriebswirtschaftslehre und Master in Geschichte abschloss.
Im Archiv des Wiener Künstlerhauses absolvierte Steiner ein mehrmonatiges Praktikum, in dem er alle numismatisch und phaleristisch relevanten Exponate im Bestand ordnete und beschrieb.
Schon seit Ableistung des Präsenzdienstes bei der Sanitätstruppe des Bundesheeres engagierte sich Steiner in mehreren humanitären Organisationen. So war er etwa mehrere Jahre lang beim Lazarus Hilfswerk in der Behindertenbetreuung tätig, ehe er 1992 zur Österreichischen Albert Schweitzer Gesellschaft (ÖASG) kam, wo er Hilfslieferungen nach Bulgarien und Polen betreute. 1997 avancierte er als Stellvertretender Generalsekretär in den Vorstand der ÖASG, dem er seit dem Tod des Gründers der ÖASG und Generalsekretärs Helmut Bräundle-Falkensee als allein zeichnungsberechtigter Geschäftsführer vorstand. In dieser Funktion baute er das System der Delegierten aus und hatte maßgeblichen Anteil an der Verbreitung der ÖASG in Asien. Zudem rief er einige Hilfsprojekte, wie etwa in Siebenbürgen, Ostungarn, der Ukraine und Griechenland ins Leben.
Ein zweiter Schwerpunkt seiner Tätigkeit ist die Beschäftigung mit der Phaleristik. Bereits mit seiner Diplomarbeit legte er den Grundstein für sein Hauptwerk über die Träger der Goldenen Tapferkeitsmedaille 1914–1918 und widmete sich der Ersterfassung von staatlichen und nicht-staatlichen Auszeichnungen.
Steiner lebte in Wien und hinterließ einen Sohn aus erster Ehe. Er war in zweiter Ehe seit Juli 2015 mit Antonia, geborene Končel, verheiratet.
Steiner starb am 10. März 2025 nach kurzer schwerer Krankheit.

## Publikationen (Auswahl)
- Schematismus der Generale und Obersten, Stand: 31. Dezember 1918. Edition S & H, Wien 1992, ISBN 3-901215-01-8.
- Uniformen und Blankwaffen der Staatsbeamten und der Bundesbeamten–1848–1938. Edition S & H, Wien 1992, ISBN 3-901215-06-9.
- Das Eiserne Verdienstkreuz. Edition S & H, Wien 1992, ISBN 3-901215-03-4.
- Die Militär-Dienstzeichen 1848 bis 1989. Edition S & H, Wien 1993, ISBN 3-901215-09-3.
- Uniformen-Handbuch der gesamten Bewaffneten Macht. Edition S & H, Wien 1993, ISBN 3-901215-08-5.
- Der k.u.k. Hofstaat 1858–1918. Album, Verlag für Photographie, Wien 1997 ISBN 3-85164-048-9.
- Auszeichnungen der Stadt Wien. Selbstverlag, Wien 2000 (Zweite Auflage 2005).[3]
- Heldenwerk 1914–1918: Die Träger der Goldenen Tapferkeitsmedaille und der Goldenen Tapferkeitsmedaille für Offiziere im Ersten Weltkrieg. Institut für Auszeichnungswesen und Uniformkunde, Wien 2010, ISBN 978-3-901215-11-7
- Die Träger von Zivil-Verdienst-Medaillen der Kaiser Ferdinand I. & Franz Joseph I. Institut für Auszeichnungswesen und Uniformkunde, Wien 2010.[4]
- zusammen mit Antonia Končel: Österreichisch-ungarisches Kriegskochbuch 1914/18. Selbstverlag, Wien 2014 ISBN 978-3-901215-12-4.
- ...unter fremden Sternen. Geschichten vom Leben geschrieben, ausgewählt und recherchiert. Selbstverlag, Wien 2022, ISBN 978-3-901215-13-1.

## Auszeichnungen und Ehrungen (Auszug)
- Silbernes Verdienstzeichen der Republik Österreich (2008)
- Verdienstzeichen des Bundeslandes Niederösterreich (2016)
- Jerusalem-Pilgerkreuz in Bronze und Silber
- Orden des Heiligen Georg des Militärbischofs des österreichischen Bundesheeres
- Silbernes Ehrenkreuz des Abtes von Stift Lilienfeld
- Verdienstmedaille des Verdienstordens des Großherzogtums Luxemburg
- „Honorary Doctor of Science“ des Institutes of Agroecology and Environmental Management der National Academy of Agricultural Sciences der Ukraine.
- Goldenes Verdienstzeichen der Republik Österreich (2017)